# Вруб

Вруб (рос. вруб, англ. cut, kerf; нім. Einbruch m, Schram m) — штучна порожнина у вугільному або породному масиві, що створюється для полегшення його подальшого руйнування при виїмці корисних копалин або проведенні гірничих виробок. 
За способом врубоутворення і в залежності від техніки і технології, що застосовується, виділяють машинні, гідравлічні і вибухові вруби. 
Машинний вруб створюється баром врубової машини, врубово-навалювальної машини або гірничим комбайном з боку вибою гірничої виробки по пласту корисної копалини або по одному з його пропластків. За місцем розташування відносно ґрунту виробки розрізняють вруби: нижні, середні, верхні, вертикальні і косі. У залежності від типів барів, що застосовуються, форма машинних врубів може бути плоскою, зігнутою, кільцевою і так званою контурною. Параметри машинних врубів (глибина, висота) залежать від технічних параметрів барів.
Гідравлічний вруб створюється струменем гідромонітора у вугільному або породному масиві. Подальше руйнування (відбійка) підрізаної пачки здійснюється шарами, паралельними врубу. Гідравлічний вруб реалізується двома способами. При першому ствол гідромонітора рівномірно переміщують від одного борту виробки до іншого. Другий спосіб полягає в первинній виїмці гірських порід біля бортів виробки, а потім в центральній її частині. Вруби проходять на висоту 0,5-0,8 м і всю ширину виробки.
Вибуховий вруб утворюється внаслідок висадження зарядів групи шпурів або свердловин, розташованих за певною схемою; стінки врубової порожнини служать як додаткові вільні поверхні при ініціюванні інших (розташованих у шпурах по периферії вибою) зарядів. 
Вруб вибуховий — це порожнина, створена першим (із серії) вибухом заряду, щоб посилити вибухову дію наступних зарядів. 
Розрізняють такі вруби вибухові: боковий, верхній, нижній, віялоподібний, клиновий, «ножиці», лійкоподібний, призматичний, бочкоподібний, спіральний і щілинний. Схеми врубів використовують при проведенні підземних гірничих виробок і на кар'єрах.